# Service (cuisine)
Pour les articles homonymes, voir Services.

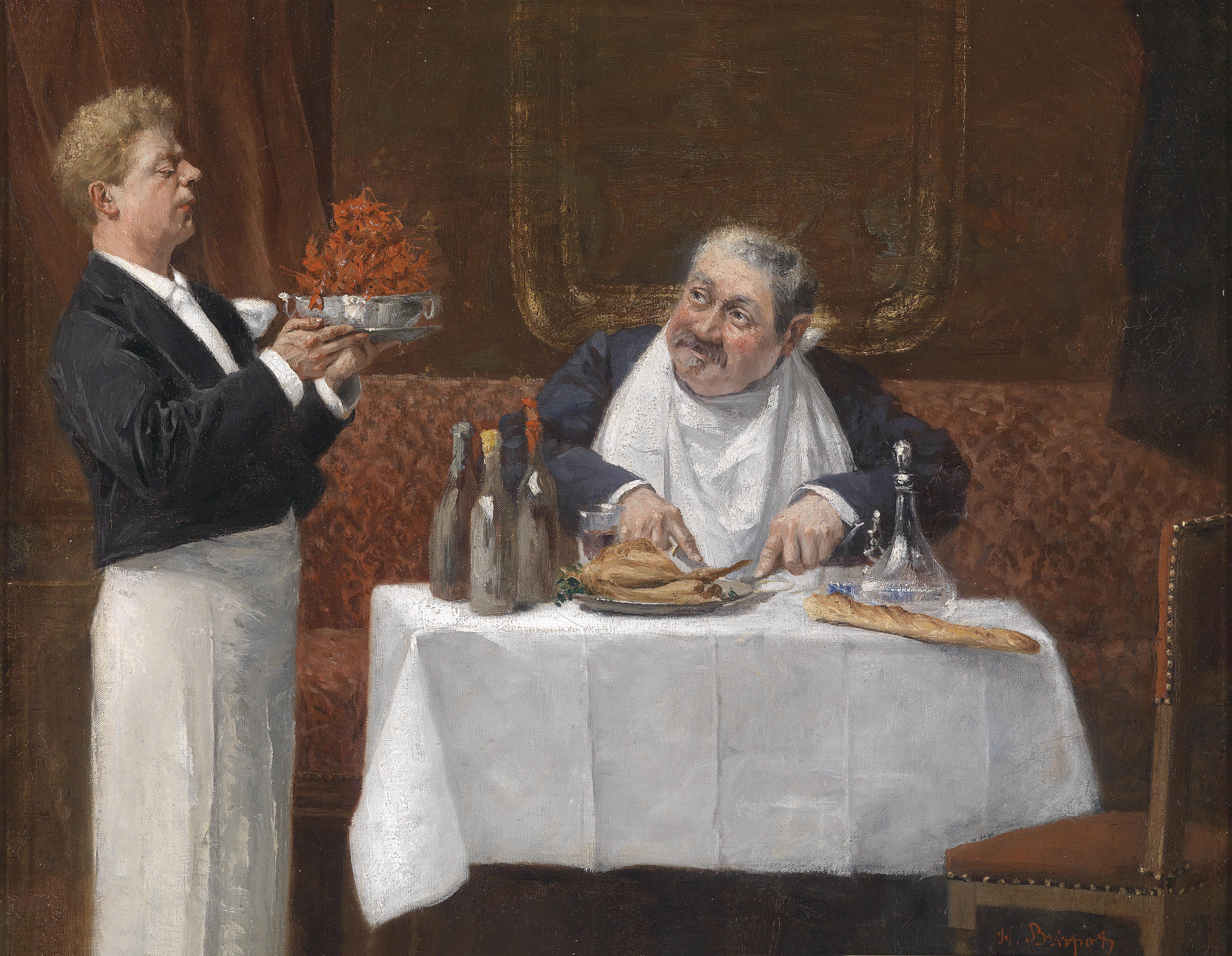
Un gourmand, d’Henri Brispot (vers 1928).

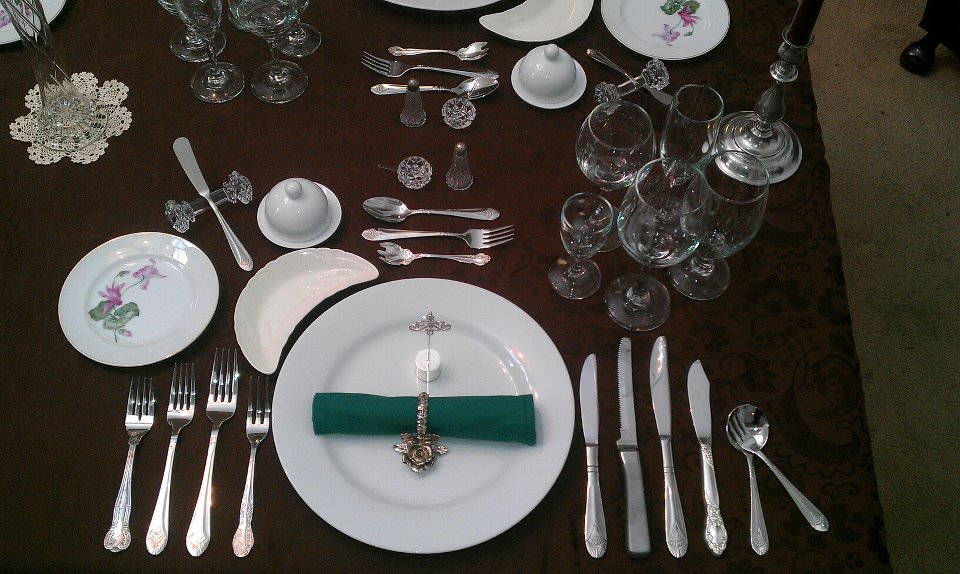
Un service de table complet.

Le service, en restauration, est le fait de servir les plats aux convives. C’est le métier du serveur.
Il en existe plusieurs types : plat sur table, à l’anglaise, à la française, à la russe, à l’américaine, dit « à l'assiette ».
Cette classification date du Traité de l’industrie hôtelière, de Louis Leospo (1918), et a été reprise par Philippe Mazzetti, Marie-Louise Francillon et J. Guillemot dans Technologie de restaurant (1975) ; elle continue d’être utilisée.

## Le service plat sur table
Très utilisée en restauration dans la première moitié du XXe siècle, surtout pour les crudités, cette technique de service consiste à poser le plat à même la table, à la droite du client, les couverts tournés vers ce dernier, afin qu'il se serve à sa guise.

## Le service à l’anglaise
Dans le service à l’anglaise, le serveur apporte et pose devant chaque convive une assiette, qui sera plus tard desservie par la gauche du client.
La nourriture est présentée artistiquement sur des plats en cuisine.
Ces plats sont apportés en salle à manger par les serveurs et présentés du côté gauche des clients en commençant par les femmes, la nourriture est servie aux clients par le serveur, de la main droite, à l’aide d’une cuillère et d’une fourchette de service nommée « pince ».
Il existe trois types de pinces employées, la pince plate (fourchette dans la cuillère), la pince ronde (fourchette et cuillère en opposition) et la pince pelle (fourchette et cuillère côte à côte).
Avantages : rapide, ce service permet, en un seul voyage depuis la cuisine, de servir de nombreux convives. C’est le mieux adapté aux banquets, ou pour servir les sauces.
Inconvénients : le dressage de l’assiette est moins travaillé. Certains plats très fragiles ne peuvent être servis de cette manière.

## Le service à la française
À l’origine, dans le service à la française, les convives, debout, se servent eux-mêmes, sur une table comportant tous les plats du service en cours, principe qui prendra ensuite le nom de « buffet », quand ce service est conservé.
Aujourd’hui, le service à la française consiste à apporter à la table les plats commandés par les convives, mais contrairement au service à l’anglaise, ce sont les convives qui se servent. On pose ensuite le plat directement sur la table, pour que les convives continuent à se servir eux-mêmes.
Ce type de service tendait à disparaître jusque dans les années 1990. Mais avec la création et la popularisation de fermes auberges dans les milieux ruraux, ce type de service, plus convivial, se voit à nouveau pratiqué.
Avantages : c’est aussi un service rapide. Le convive se sert, plus ou moins, selon son goût.
Inconvénients : la présentation ne permet pas un « dressage » dans l’assiette, le convive, souvent plus maladroit que le serveur, est plus lent, et peut « démonter » un plat.

## Le service à la russe
Avec le service à la russe, les plats sont amenés à la table sur un guéridon, d’où ils sont présentés, pour que les convives puissent juger de la qualité de la préparation et de sa présentation.
Le serveur garnit ensuite les assiettes et les dispose au fur et à mesure devant chaque personne. Particulièrement en vogue au début du XXe siècle, ce type de service fut remplacé par le service à l’anglaise.
Toutefois, les restaurants de hautes prestations ont gardé ce type de service pour les plats spectaculaires, comme les flambages ou les plats dont le produit servi est partagé entre plusieurs convives, comme les côtes de bœuf à l’os, ou les homards.
Avantages : le service est spectaculaire.
Inconvénients : requiert un personnel plus nombreux et plus compétent. Ce service est long et complexe.

## Le service à l'assiette
Les assiettes sont préparées en cuisine par le personnel de cuisine et apportées par la droite, commençant par les dames, aux convives. Ce service est le plus utilisé actuellement. Il permet une large gamme de présentation sur assiette. Cette technique se nomme service à l’assiette, en restauration française.
Avantages : permet plus de fantaisie sur assiette.
Inconvénients : moins spectaculaire, personnel de salle moins qualifié.

## Autres types de services
Il existe de nombreux autres types de services en restauration plus contemporaine : à la japonaise, pratiqué pour les teppanyaki ; le self-service ; le drive-in…